# Wirus pryszczycy
Wirus pryszczycy, FMDV z ang. od nazwy choroby "Foot and mouth disease" - wirus z rodziny Picornaviridae, rodzaj Aphtovirus. Znane są następujące serotypy wirusa: O, A, C, SAT1, SAT2, SAT3, Asia1. W ich obrębie zidentyfikowano ponad 60 podtypów.

## Budowa
Wirus ma postać kulistą o średnicy około 25 nm. Dojrzały wirion nie posiada otoczki, ma
wskaźnik sedymentacji 140S i masę cząsteczkową około 8,08 × 106 Da. Kapsyd dwudziestościenny utworzony z 60 kopii każdego z czterech białek strukturalnych VP1(1D), VP2(1B), VP3(1C) i VP4 (1A), w którym zlokalizowana jest pojedyncza nić RNA o dodatniej polaryzacji (ss(+)RNA). Trzy białka VP1, VP2, VP3 są na powierzchni wirionu, natomiast białko VP4 jest białkiem wewnętrznym, które ukryte jest w kapsydzie.

## Rozmieszczenie serotypów wirusa pryszczycy na świecie
Obecność serotypów O, A, C stwierdzano w Afryce, Azji, Ameryce Południowej oraz w Europie. Serotypy  SAT 1, SAT 2, SAT 3 występowały zwykle tylko w Afryce. Serotyp Asia 1 występował tylko w Azji.